# 藤原克昭
藤原 克昭（ふじわら かつあき、1975年3月27日 - ）は、山口県下関市出身の元モーターサイクル・ロードレースライダー。
ポケバイ通算91戦88勝。ミニバイク通算201戦191勝。1992年鈴鹿4時間耐久ロードレース優勝。1998年ロードレース世界選手権GP500参戦。1999年スーパーバイク世界選手権参戦開始。2001年スーパースポーツ世界選手権参戦開始。2014年現役引退。
引退後は川崎重工業にスカウトされる形で就職。2022年までタイカワサキでマーケティング部長を務めていたが、現在はモトフィールドの執行役員に就職した。
長男の藤原寛人は陸上競技の短距離走選手。2022年U20世界陸上競技選手権大会の400メートルリレー走で金メダル獲得の実績を誇る。

## 戦績
- 1983年 - 小学3年生、ポケバイを始める
- 1987年 - ミニバイクを始める
- 1989年 - ミニバイク耐久選手権チャンピオン
- 1990年 - ミニバイク耐久選手権チャンピオン
- 1991年 - ロードレースを始める（国内B級ライセンス取得）
- 1992年 - 鈴鹿4時間耐久ロードレース優勝（青木治親／NSR250R）

TIサーキット英田選手権NB125チャンピオン
九州選手権NB125チャンピオン
- 1993年 - 全日本ロードレース選手権GP250ランキング18位（RS250R）
- 1994年 - 全日本ロードレース選手権GP250ランキング3位（RS250R）
- 1995年 - 全日本ロードレース選手権スーパーバイクランキング3位（ZXR750R）

鈴鹿8時間耐久ロードレース3位（柳川明／ZXR750R）
- 1996年 - 全日本ロードレース選手権スーパーバイクランキング5位（GSX-R750）

鈴鹿8時間耐久ロードレース6位（北川圭一／GSX-R750）
ロードレース世界選手権GP500スポット参戦（マレーシア、日本／RGV-Γ500）
- 1997年 - 全日本ロードレース選手権スーパーバイクランキング2位（GSX-R750）

鈴鹿8時間耐久ロードレース43位（秋吉弘亮／GSX-R750）
- 1998年 - ロードレース世界選手権ノーポイント

鈴鹿8時間耐久ロードレース（青木宣篤／GSX-R750）
- 1999年 - スーパーバイク世界選手権ランキング9位（チームスズキ･アルスター／GSX-R750）
- 2000年 - スーパーバイク世界選手権ランキング9位（チームスズキ･アルスター／GSX-R750）
- 2001年 - スーパースポーツ世界選手権ランキング12位（チームスズキ･アルスター／GSX-R600）
- 2002年 - スーパースポーツ世界選手権ランキング2位（チームスズキ･アルスター／GSX-R600）
- 2003年 - スーパースポーツ世界選手権ランキング5位（チームスズキ･アルスター／GSX-R600）

鈴鹿8時間耐久ロードレース40位（北川圭一／ケンツ・Jトラスト・モジョ・スズキ／GSX-R1000）
- 2004年 - スーパースポーツ世界選手権ランキング10位（チームスズキ･アルスター／GSX-R600）

鈴鹿8時間耐久ロードレースリタイヤ（北川圭一／ケンツ・モチュール・スズキ・ジーゾックス／GSX-R1000）
- 2005年 - スーパースポーツ世界選手権ランキング3位（テンケイト・ホンダ／CBR600RR）

鈴鹿8時間耐久ロードレース2位クリス・バーミューレン／セブンスター・ホンダ11／CBR1000RRW）
- 2006年 - スーパースポーツ世界選手権ランキング13位（メガバイク・ホンダ／CBR600RR）
- 2007年 - スーパースポーツ世界選手権ランキング4位 (アルテア・ホンダ/CBR600RR)
- 2008年 - スーパースポーツ世界選手権ランキング22位 (GIL MOTORSPORTS/ZX-6R)
- 2009年 - スーパースポーツ世界選手権ランキング10位 (Provec Racing Team/ZX-6R)
- 2011年 - FIMアジアロードレース選手権スーパースポーツ600ccチャンピオン(Manual-Tech BEET Kawasaki Racing/ZX-6R)
- 2012年 - 9月8日にオートポリスで開催されたFIMアジアロードレース選手権スーパースポーツ600ccのレース1で優勝。
- 2014年 - チームグリーンより鈴鹿8時間耐久ロードレースに参戦し13位完走。また、このシーズン限りでの引退を発表。